# Михайлов, Борислав
Борисла́в Би́серов Миха́йлов (болг. Борислав Бисеров Михайлов; род. 12 февраля 1963[…], София, Болгария) — болгарский футболист, вратарь. Рекордсмен сборной страны по количеству выступлений, полуфиналист чемпионата мира 1994 года. Возглавлял Болгарский футбольный союз.

## Карьера
Борислав начинал свою карьеру в том же клубе, в котором некогда прославился его отец Бисер Михайлов, — софийском «Левски». За восемь сезонов с этой командой Борислав выиграл шесть трофеев, став трёхкратным чемпионом страны и дважды взяв национальный кубок. В 1986 году он был признан лучшим игроком Болгарии.
В 1989 году Борислав перебрался в португальскую Суперлигу, где в течение двух сезонов выступал за «Белененсеш». Затем он в течение трёх сезонов играл за старейший французский футбольный клуб «Мюлуз», на тот момент выступавший во втором дивизионе чемпионата Франции. В 1994 году 31-летний Михайлов сумел блестяще выступить на чемпионате мира в США, где его команда дошла до полуфинала и заняла в итоге четвёртое место, проиграв в матче за бронзу шведам.
Михайлов вернулся в Болгарию, перебравшись в пловдивский «Ботев» и выступал за него в течение двух лет, пока не получил приглашение от английского «Рединга», только что продавшего в «Вест Хэм Юнайтед» своего вратаря Шаку Хислопа. «Ботев» получил за этот переход 800 тысяч фунтов. Проведя два не слишком удачных сезона в Англии, Борислав на один год вернулся в Софию, где играл за «Славию», и завершил свою карьеру игрока в швейцарском «Цюрихе».
В сборной Михайлов дебютировал 4 мая 1983 года в матче против Кубы в Софии (3:2). Он принял участие в чемпионате мира 1986 года в Мексике (провёл четыре матча), чемпионате мира 1994 года в США (7 матчей) и чемпионате Европы 1996 года в Англии (3 матча). Также он был в заявке сборной на чемпионате мира 1998 года во Франции, но ни одной игры на турнире не провёл. Последней игрой за сборную для Михайлова стал товарищеский матч против команды Алжира 5 июня 1998 года (2:0). Он также сыграл в товарищеском матче сборных Европы и Африки в Бари в 2001 году.

## Карьера в Болгарском футбольном союзе
С 2000 года Борислав являлся членом Исполнительного комитета Болгарского футбольного союза и заместителем председателя Государственного агентства по молодёжи и спорту. В 2001 он стал первым вице-президентом БФС, а 21 октября 2005 года он сменил на посту президента этой организации Ивана Славкова.
В ноябре 2021 года суд приостановил регистрацию Михайлова президентом союза. Причина в возможных нарушениях в процедуре голосования во время выборов на эту должность. Ранее в суд поступила жалоба на то, что на конгресс не пустили официального представителя клуба «Балкан».

## Достижения
- Чемпион Болгарии (3): 1984, 1985, 1988
- Обладатель Кубка Болгарии (3): 1982[3], 1984, 1986
- Футболист года в Болгарии: 1986
- Рекордсмен сборной Болгарии по количеству проведённых матчей (102)
- Рекордсмен сборной Болгарии по количеству проведённых матчей в качестве капитана (60)
- Орден «Стара-планина» I степени (20 июля 1994 года)[5]
- Почётный гражданин Софии

## Личная жизнь
- Отцом Борислава является Бисер Михайлов, который также был вратарём «Левски» и сборной страны.
- С 1998 года женат на гимнастке Марии Петровой.
- Сын Николай — футбольный вратарь.